# Aschach an der Donau
Aschach an der Donau es una localidad del distrito de Eferding, en el estado de Alta Austria, Austria, con una población estimada a principio del año 2018 de 2201 habitantes. 
Se encuentra ubicada en la zona centro-norte del estado, a poca distancia al norte de Linz y del río Danubio.